# Xã Chandler, Quận Adams, Bắc Dakota
Xã Chandler (tiếng Anh: Chandler Township) là một xã thuộc quận Adams, tiểu bang Bắc Dakota, Hoa Kỳ. Năm 2010, dân số của xã này là 13 người.